# Live in Dublin
Live in Dublin ist ein Livealbum von Bruce Springsteen & The Seeger Sessions Band, das das letzte Konzert einer langen USA- und Europatournee dokumentiert. Es ist Springsteens fünftes Livealbum. Die Tournee folgte dem Album We Shall Overcome: The Seeger Sessions.

## Allgemeines
Neben den Folksongs enthält das Album auch Arrangements von Springsteensongs,  so zum Beispiel	If I Should Fall Behind, Open all Night oder Growin´up.
Es gibt auch eine Ausgabe mit zwei CDs und einer DVD, die eine Filmaufnahme des Konzerts beinhaltet. Das Album erreichte in den Billboard 200 Platz 23.

## Titelliste

### CD 1
1. Atlantic City – 5:10
2. Old Dan Tucker – 3:31
3. Eyes on the Prize – 6:03
4. Jesse James – 5:35
5. Further On (Up the Road) – 5:54
6. O Mary Don't You Weep – 6:57
7. Erie Canal – 4:34
8. If I Should Fall Behind – 5:13
9. My Oklahoma Home – 8:25
10. Highway Patrolman – 5:47
11. Mrs. McGrath – 5:03
12. How Can a Poor Man Stand Such Times and Live – 3:20
13. Jacob's Ladder – 6:59

### CD 2
1. Long Time Comin	– 4:48
2. Open All Night – 8:04
3. Pay Me My Money Down – 5:59
4. Growin' Up – 4:31
5. When the Saints Go Marching In – 5:12
6. This Little Light of Mine – 3:08
7. American Land – 4:22
8. Blinded by the Light (Extratitel) – 4:43
9. Love of the Common People (Extratitel) – 4:39
10. We Shall Overcome (Extratitel) – 5:46[3]

## Kritikerstimmen
- Was er nun spielt, besitzt allerdings nicht die höchste Priorität, denn im Mittelpunkt stehen das Bühnentier und seine Begleiter. Selbst ein abgenudeltes Stück wie „When The Saints Go Marching In“ überzeugt in einer melancholischen Version voll und ganz. ..., hinterlässt die DVD nur in einer Hinsicht ein schlechtes Gefühl: Nämlich darin, dass das Projekt abgeschlossen ist und sich die Auftritte in dieser Form leider nicht wiederholen werden.[4]
- Springsteen is at a creative peak not seen since the '80s ... (Springsteen ist auf einem kreativen Höhepunkt wie man ihn seit den '80ern nicht mehr gesehen hat.)[5]